# 北子湖
北子湖（藏語：བལ་རྩེ་མཚོ།，威利转写：bal rtse mtsho，THL：Beltsé Tso）位于中国西藏自治区那曲市尼玛县境内，地处尼玛县西部，湖面海拔4820米，面积10.5平方公里。湖区气候干寒，年均气温约-4℃，年均降水量约150毫米。